# Marina Nova
Marina Nova è una località del comune di Monfalcone. Si tratta di una storica località balneare e fulcro di diverse attività nautiche.
È sovente indicata, per sineddoche, come Lido di Panzano o Panzano Bagni, appellativi propri dell'area balneare e dello storico campeggio ivi insediati.
La località si estende per la maggior parte nell'area dell'isolotto artificiale dell'Isola dei Bagni, collegato alla terraferma tramite un argine asfaltato e carrabile, e si presenta come un luogo tranquillo e ancora naturale nonostante la vicinanza a porto di Monfalcone e al cantiere navale.
Nella località di Marina Nova, attualmente, non sono presenti abitazioni private ma hanno sede alcune importanti realtà sportive e nautiche, quali lo storico e prestigioso Marina Hannibal e alcune associazioni ittiche e sportive per la pratica della canoa e della vela.

## Storia

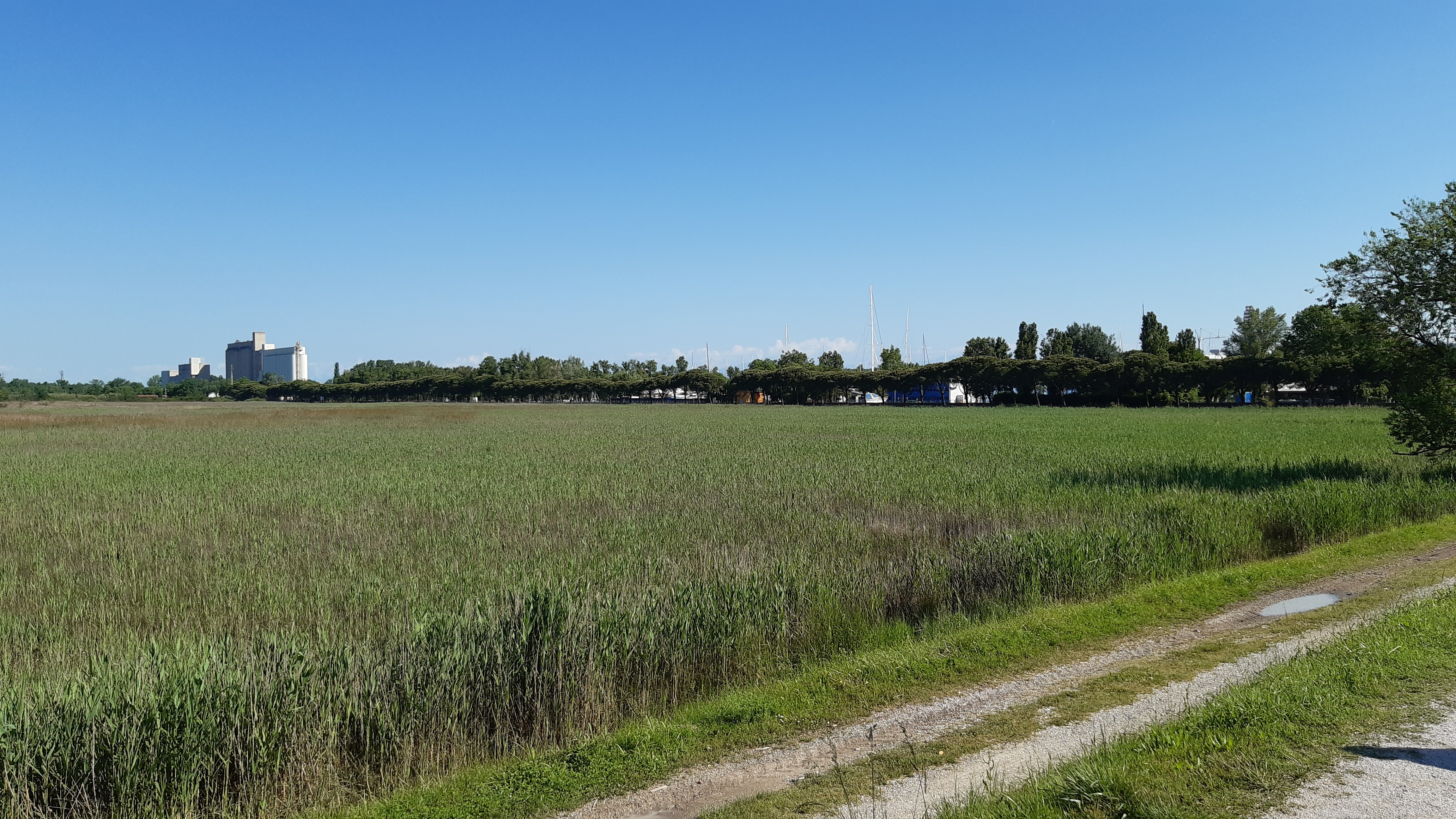
Vista della località di Marina Nova.

Nata nel 1926 come spiaggia per le famiglie dei dipendenti del cantiere navale dei fratelli Cosulich, il lido di Panzano è divenuto negli anni il principale stabilimento balneare monfalconese. Con il tempo, gli sviluppi e gli ampliamenti hanno portato allo costruzione di un porticciolo turistico e di alcune strutture ricettive, tra cui un campeggio.
Dagli anni 2000, il Lido di Panzano ha visto iniziare un lento declino che ha portato alla chiusura e al totale abbandono delle strutture ricettive, anche dovuto alla riqualificazione e al rilancio della vicina Marina Julia.
Dal 2018, la spiaggia è stata nuovamente riaperta. Nel 2019 sono state ulteriormente ampliate e allestite le aree pubbliche con l'apertura di bar e servizi.
Nel 2021 l'Isola dei Bagni è stata acquistata da Red Bull a 4 mln di Euro da una Holding Cinese che l'aveva acquistata a 1.1 mln di Euro nel 2016.
Verrà completamente riqualificata con servizi orientati agli sport acquatici (WindSurf, Hydrofoil, Deriva, Kite e SUP)